# Virtuelles Observatorium
Virtuelles Observatorium ist eine Bezeichnung für eine Infrastruktur, die astronomische Daten verschiedener Observatorien unter einer einheitlichen Oberfläche online zur Verfügung stellt. Damit soll vor allem ein einfacher Vergleich von Beobachtungen in unterschiedlichen Wellenlängenbereichen oder von verschiedenen Zeitpunkten ermöglicht werden.

## Geschichte
In der Astronomie wurden schon immer Objekte mit verschiedenen Teleskopen in verschiedenen Wellenlängenbereichen zu unterschiedlichen Zeitpunkten beobachtet. Das führte unter anderem zu verschiedenen Bezeichnungen für das gleiche Objekt. Um die unterschiedlichen Angaben beispielsweise für die Helligkeit eines Objekts vergleichbar zu machen, gibt es die Datenbank SIMBAD des Centre de Données astronomiques de Strasbourg (CDS), die seit 1981 online verfügbar ist. Seit 1999 gibt es die Datenbank Aladin, ebenfalls vom CDS betrieben, mit der Aufnahmen aus verschiedenen Datenquellen über die Angabe des Objektes oder astronomischer Koordinaten abfragbar sind. Seit circa 2001 gibt es zahlreiche nationale und internationale Initiativen, ähnliche Datenbanken zu einem "virtuellen Observatorium" zu erweitern.

## International Virtual Observatory Alliance (IVOA)
Die IVOA wurde 2002 gegründet, um die Zusammenarbeit nationaler und internationaler virtueller Observatorien zu fördern und dafür geeignete Werkzeuge, Systeme und Organisationsstrukturen zu schaffen.
| Bezeichnung                                     | Land / Organisation |
| ----------------------------------------------- | --- |
| Argentina Virtual Observatory (NOVA)            | Argentinien |
| Armenian Virtual Observatory (ArVO)             | Armenien |
| Astrogrid                                       | Vereinigtes Königreich |
| Australian Virtual Observatory (ASVO)           | Australien |
| Brazilian Virtual Observatory (BRAVO)           | Brasilien |
| Canadian Virtual Observatory (CVO)              | Kanada |
| Chile Virtual Observatory (ChiVO)               | Chile |
| Chinese Virtual Observatory (China-VO)          | Volksrepublik China |
| ESA-VO                                          | ESA |
| European Virtual Observatory (EURO-VO)          | Zusammenarbeit von - Europäische Südsternwarte (ESO) - Europäische Weltraumorganisation (ESA) - Institutionen aus Italien, Frankreich, Spanien, Vereinigtes Königreich, Niederlande, Deutschland Vorläufer sind ASTROVIRTEL (2000–2002) und das Astrophysical Virtual Observatory (2000–2004) |
| German Astrophysical Virtual Observatory (GAVO) | Deutschland |
| Italian Virtual Observatory (VObs.it)           | Italien |
| Japanese Virtual Observatory (JVO)              | Japan |
| Kazakstan Virtual Observatory (KazVO)           | Kasachstan |
| Netherland Virtual Observatory (NLVO)           | Niederlande |
| Observatoire Virtuel France (OV-France)         | Frankreich |
| Russian Virtual Observatory (RVO)               | Russland |
| Square Kilometre Array Observatory (SKAO)       | Square Kilometre Array |
| South Africa Astroinformatics Alliance (S3)     | Südafrika |
| Spanish Virtual Observatory (SVO)               | Spanien |
| Ukrainian Virtual Observatory (UkrVO)           | Ukraine |
| US Virtual Observatory Alliance (USVOA)         | Vereinigte Staaten |
| Virtual Observatory India (VO-India)            | Indien |

### Weitere virtuelle Observatorien
- European Grid of Solar Observations (englisch)